# Chatcull
Chatcull – osada w Anglii, w hrabstwie Staffordshire, w dystrykcie Stafford, w civil parish Eccleshall. Leży 17 km od miasta Stafford. W 1870-72 osada liczyła 68 mieszkańców. Chatcull jest wspomniana w Domesday Book (1086) jako Ceterville.